# William Pole-Carew
William Henry Pole-Carew (* 30. Juli 1811 in London; † 20. Januar 1888 in Cannes) war ein britischer Politiker, der zweimal als Abgeordneter für das House of Commons gewählt wurde.

## Herkunft, Erbe und politische Tätigkeit
William Pole-Carew entstammte der britischen Familie Pole-Carew, einer angesehenen Familie der Gentry von Cornwall. Er war das älteste Kind aus der dritten Ehe seines Vaters Reginald Pole-Carew mit Caroline Lyttelton. Er besuchte die Charterhouse School und studierte anschließend am Oriel College in Oxford, wo er 1833 einen Abschluss als Bachelor machte. Nach dem Tod seines Vaters 1835 erbte sein älterer Bruder Joseph Pole-Carew den Familiensitz Antony House und die Ländereien der Familie. Bei einer Nachwahl im Wahlbezirk Eastern Cornwall wurde William Pole-Carew 1845 als Kandidat der Conservative Party als Abgeordneter für das House of Commons gewählt. Bei der Unterhauswahl 1847 wurde er erneut gewählt, doch bei der Unterhauswahl 1852 scheiterte er, ebenso wie bei der Unterhauswahl 1859 als Kandidat für den Wahlbezirk Liskeard. Joseph Pole-Carew starb 1852 ohne männliche Nachkommen, so dass William Pole-Carew nun Antony House und die Besitzungen der Familie erbte. Dazu diente er als Deputy Lieutenant, als Friedensrichter und 1854 als High Sheriff von Cornwall. Von 1857 bis 1886 war er Recorder von East Looe.   

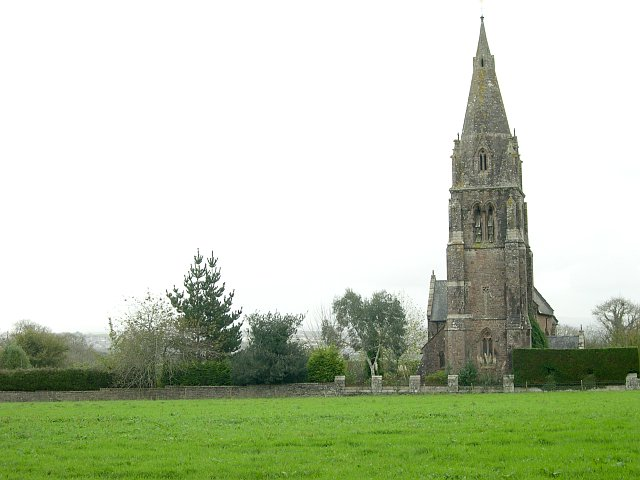
Die von William Pole-Carew errichtete Kirche SS Philip and James bei Antony

## Förderer des Anglokatholizismus
Pole-Carew war ein überzeugter Unterstützer der Oxford-Bewegung, die den Anglokatholizismus begründete. In Antony, wo seine Familie das Patronatsrecht innehatte, setzte er einen Priester der Bewegung ein. Ab 1848 gehörte Pole-Carew der Canterbury Association an, einer religiös motivierten Gesellschaft, die die Gründung einer Kolonie in Neuseeland anstrebte. 1866 ließ er im nahe Antony gelegenen Dorf Maryfield, wo er bereits 1847 ein Schulhaus bauen ließ, die Kirche SS Philip and James errichten. Antony House ließ er durch einen einfachen Anbau sowie durch eine Vorhalle erweitern.

## Familie und Nachkommen
Pole-Carew hatte am 28. August 1838 Frances Anne Buller, eine Tochter von John Buller aus Morval geheiratet. Mit ihr hatte er folgende Kinder: 
- Geraldine Maria Pole-Carew (1847–1886)
- Sir Reginald Pole-Carew (1849–1924)
- Charles Edward Pole-Carew (1853–1938)
- William Lyttleton Pole-Carew (1856–1861)
- Gerald Pole-Carew (1858–1922)
- Henry Pole-Carew

Pole-Carew wurde in Antony begraben. Sein Erbe wurde sein ältester Sohn Reginald Pole-Carew.